# Volkseigener Betrieb

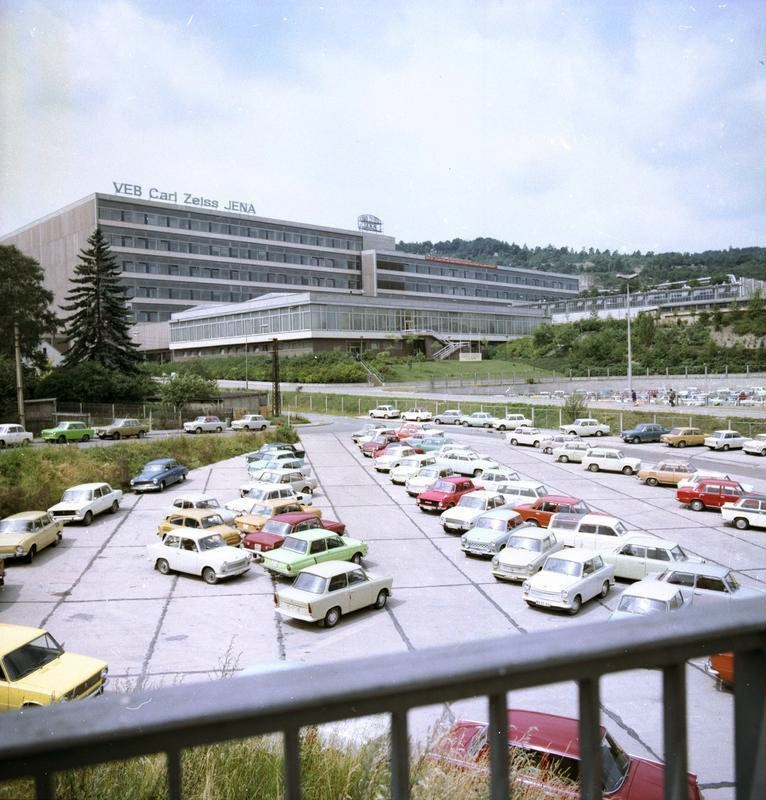
VEB Carl Zeiss Jena, Gebäudeansicht, 1978

Der Volkseigene Betrieb (offizielle Abkürzung: VEB) war eine bis 30. Juni 1990 bestehende Rechtsform der Industrie- und Dienstleistungsbetriebe in der Sowjetischen Besatzungszone und später in der DDR. Die Gründung volkseigener Betriebe erfolgte nach dem Vorbild der Eigentumsform in der Sowjetunion. Infolge der nach Ende des Zweiten Weltkrieges unter sowjetischer Besatzung durchgeführten Enteignungen und Verstaatlichungen von Privatunternehmen musste eine geeignete Form gefunden werden. Ab 1948 waren es ökonomische Basiseinheiten der Zentralverwaltungswirtschaft. Formaljuristisch befanden sie sich in Volkseigentum und unterstanden der Staatsführung. VEB ist nicht zu verwechseln mit Betrieben der Partei, etwa der SED oder der DBD, die es auch gab, zum Beispiel Druckereien und dergleichen.

## Enteignung und Verstaatlichung der Industrie
Von den rund 4000 bis 1948 aufgrund mehrerer Befehle der sowjetischen Militäradministration enteigneten Industriebetrieben wurden über 200 Großbetriebe nach der Verstaatlichung zunächst im Rahmen der Reparationspolitik in 25 Sowjetische Aktiengesellschaften transformiert und als volkseigene Betriebe bis 1953 an die DDR zurückgegeben. Im Laufe der zweiten Enteignungswelle von 1972 wurden fast alle Industrie- und Baubetriebe, die noch privat und halbstaatlich waren, in zirka 11.000 VEB umgewandelt, sodass der Anteil der staatlichen Betriebe im industriellen Sektor auf über 99 Prozent stieg. In der DDR hatte es, anders als in den anderen sozialistischen Ländern, bis 1972 private mittelständische Betriebe, meist langjährige Familienbetriebe, gegeben. Vor dieser letzten Sozialisierungswelle 1972 gab es über 10.000 kleine und mittelständische Betriebe mit bis zu 100 Beschäftigten, 1987 nur noch 2.000.

## Verwaltung und Finanzierung
Ein Teil der Volkseigenen Betriebe wurde ab Juli 1948 der Deutschen Wirtschaftskommission (DWK) unterstellt. Alle anderen VEB wurden von den Länderregierungen, unteren Gebietskörperschaften oder genossenschaftlich verwaltet. An der Spitze jedes VEB stand ein einzelverantwortlicher Werkleiter (später auch Werk- oder Betriebsdirektor genannt). Ihm zur Seite standen der Sekretär der SED-Betriebsparteiorganisation (BPO) und der Vorsitzende der Betriebsgewerkschaftsleitung (BGL). Dem Werkleiter unterstellt waren mehrere Fachdirektoren (Technischer Direktor, Produktionsdirektor, Ökonomischer Direktor, Hauptbuchhalter). Mit „VEB (B)“ wurden bezirksgeleitete, mit „VEB (G)“ gemeindegeleitete, mit „VEB (K)“ kreisgeleitete, mit „VEB (Ö)“ örtlichgeleitete, mit „VEB (St)“ städtischgeleitete und mit „VEB (Z)“ zentralgeleitete VEB bezeichnet.
Als Zwischeninstanz schuf die DWK ein Industrieministerium und die von diesem angeleiteten Vereinigungen Volkseigener Betriebe (VVB), mit den VEB als unselbstständigen Betrieben. Die VVB verfügten über eigene finanzielle Mittel in Form der so genannten „Fonds“. Finanzwirtschaftlich fungierten diese zwischen den Betrieben, denen sie Projekte mit volkswirtschaftlicher Bedeutung mitfinanzierten, und dem Staatshaushalt, an den Gewinnanteile abgeführt wurden. Investitionen wurden 1948 bis 1967 innerhalb des staatlichen Bankensystems über Zweigstellen der Deutschen Investitionsbank finanziert. Volkseigene Betriebe spielten als Trägerbetriebe eine wichtige Rolle in der Kultur- und Sportförderung.
Ab Ende der 1960er Jahre wurden solche VVB schrittweise in Kombinate umgewandelt. VVB und Kombinate wiederum waren der Verantwortung und Planung in der Staatlichen Plankommission (SPK), den Industrieministerien und deren Hauptverwaltungen unterstellt. 1989 waren 79,9 % aller Beschäftigten der DDR in einem VEB tätig. Dem eigentlichen Betriebsnamen wurde häufig ein Ehrenname hinzugefügt, wie bei VEB Kombinat Chemische Werke „Walter Ulbricht“ Leuna. Dieser Zusatzname wurde zuvor von den Werktätigen im Rahmen des Sozialistischen Wettbewerbs der Planerfüllung und -übererfüllung „erkämpft“. Selten wurden Ehrennamen vergeben, die nicht von einer Person abgeleitet waren, wie beim VEB Großdrehmaschinenbau „8. Mai“ Karl-Marx-Stadt.
Nach der Wende und friedlichen Revolution in der DDR hatten die Nachfolgegesellschaften der VEB überwiegend mit wirtschaftlichen Problemen zu kämpfen. Mit der deutschen Wiedervereinigung und der Einführung der Marktwirtschaft ab 1990 wurden die rund 8000 Kombinate und Volkseigenen Betriebe durch die Treuhandanstalt privatisiert. Dazu wurden die Volkseigenen Betriebe nach dem Treuhandgesetz zum 1. Juli 1990 in Gesellschaften mit beschränkter Haftung im Aufbau (GmbH i. A.) umgewandelt. Eine interne Datenbank der Rentenversicherungsträger gibt Auskunft über die Nachfolgebetriebe.

## Benennungen
Die verbreitete Kurzform VEB wurde insbesondere nach 1972 für die damals neu verstaatlichten klein- und mittelständischen Firmen spöttisch als „Vaters ehemaliger Betrieb“ interpretiert.
Das landwirtschaftliche Gegenstück zum Volkseigenen Betrieb war das Volkseigene Gut (VEG).